# Willi Scholz
Willi Scholz (* 25. Mai 1930 in Berlin; † 1. April 2003 ebenda) war ein deutscher Schauspieler.

## Leben
Scholz absolvierte von 1949 bis 1951 eine Schauspielausbildung an der Schauspielschule von Carl Winter und Maria von Faber du Faur. Er begann anschließend als Theaterschauspieler an der Landesbühne Brandenburg. Es folgten weitere Theaterstationen in der Provinz mit Engagements am Hans Otto Theater in Potsdam, in Leipzig, am Theater Plauen-Zwickau, am Theater Cottbus und in Halle. 
Ab 1961 hatte Scholz mehrere Theaterengagements an verschiedenen Berliner Bühnen. Er trat am Berliner Ensemble (ab 1961), an der Komischen Oper und am Deutschen Theater Berlin (1965–1995) auf. Danach trat er noch bis 2001 am Berliner Hansa-Theater auf, wo er unter anderem den Lehrer Bömmel in einer Bühnenfassung des Romans Die Feuerzangenbowle spielte. 
Bei der DEFA und beim Fernsehen der DDR war Scholz als Charakterdarsteller in zahlreichen Filmen zu sehen, insbesondere in Märchenfilmen. Sein Filmdebüt gab er 1947 mit einer kleinen Rolle in dem Kriminalfilm Razzia unter der Regie von Werner Klingler. Er spielte im DEFA-Märchenfilm Schneewittchen (1961) den Zwerg Huckepack. Darüber hinaus war Schäfer auch im Fernsehtheater Moritzburg zu sehen, beispielsweise in Ein Fuchs zuviel (1984).
In der sechsteiligen DFF-Fernsehserie Ferienheim Bergkristall verkörperte er die Hauptrolle des Heimleiters Helmut Oberpichler.

## Filmografie
- 1947: Razzia
- 1961: Schneewittchen
- 1973: Erziehung vor Verdun
- 1974: Zwischen 40 und 50
- 1975: Mein lieber Mann und ich (Fernsehfilm)
- 1976: Reinecke Fuchs
- 1976: Leben und Tod Richard III. (Theateraufzeichnung)
- 1977: Haydn in London
- 1978: Alarm auf dem Dachboden
- 1979: Zünd an, es kommt die Feuerwehr
- 1980: Seitensprung
- 1980: Der Keiler vom Keilsberg
- 1981: Bürgschaft für ein Jahr
- 1981: Doppelt gebacken (TV)
- 1983: Ferienheim Bergkristall: Silvester fällt aus (TV)
- 1984: Ferienheim Bergkristall: Mach mal’n bißchen Dampf (TV)
- 1984: Ein Fuchs zuviel
- 1985: Ferienheim Bergkristall: Ein Fall für Alois (TV)
- 1986: Ferienheim Bergkristall: Das ist ja zum Kinderkriegen (TV)
- 1986: Viola
- 1987: Kleine Fische
- 1987: Ferienheim Bergkristall: So ein Theater (TV)
- 1988: Liebling, mir fehlen die Worte
- 1988: Der blaue Boll (Theateraufzeichnung)
- 1989: Ferienheim Bergkristall: Alles neu macht der May (TV)
- 1991: Schlaflose Tage

## Hörspiele
- 1971: Bertolt Brecht: Die Tage der Commune (Liniensoldat/Durand) – Regie: Manfred Wekwerth/Joachim Tenschert (Hörspiel – Litera)
- 1998: Michail Bulgakow: Der Meister und Margarita – Regie: Petra Meyenburg (Hörspiel (30 Teile) – MDR)